# Paul Drayton
Pour les articles homonymes, voir Drayton.
Otis Paul Drayton (né le 8 mai 1939 à Glen Cove et mort le 2 mars 2010 à Cleveland) est un athlète américain spécialiste du 200 mètres.

## Carrière
Paul Drayton se distingue durant la saison 1961 lors de la rencontre internationale d'athlétisme États-Unis-URSS en établissant un nouveau record du monde du relais 4 × 100 mètres en 39 s 1. Individuellement, il remporte à trois reprises les Championnats de l'Amateur Athletic Union sur 200 mètres puis 220 yards, de 1961 à 1963. Le 23 juin 1962 à Walnut, il établit un nouveau record du monde du 220 yards en 20 s 5.
En 1964, il remporte les sélections olympiques américaines et inflige à son compatriote Henry Carr sa seule défaite de la saison. Lors des Jeux olympiques de Tokyo, il remporte la médaille d'argent du 200 mètres avec le temps de 20 s 5, devancé de deux dixièmes par Henry Carr. Aligné par ailleurs dans l'épreuve du relais 4 × 100 m, Paul Drayton s'adjuge le titre olympique aux côtés de Gerald Ashworth, Richard Stebbins et Bob Hayes. L'équipe américaine établit en 39 s un nouveau record du monde de la discipline et devance finalement la Pologne et la France.
Paul Drayton décède des suites d'un cancer le 2 mars 2010 à Cleveland.

## Palmarès
| Date | Compétition     | Lieu  | Place | Discipline |
| ---- | --------------- | ----- | ----- | ---------- |
| 1964 | Jeux olympiques | Tōkyō | 2e    | 200 m      |
| 1964 | Jeux olympiques | Tōkyō | 1er   | 4 × 100 m  |

## Records personnels
- 100 yards : 9 s 3 (1961)
- 100 mètres : 10 s 2 (1962)
- 220 yards : 20 s 55 (1962)
- 440 yards : 47 s 2 (1964).